# Les Sims 2 : Naufragés
Les Sims 2 : Naufragés (en anglais : The Sims 2: Castaway) est un jeu vidéo de simulation de vie sorti en 2007, développé par EA Redwood Shores sur PlayStation 2 et Wii et par Full Fat sur Nintendo DS et édité par Electronic Arts. Il s'agit d'un spin-off du jeu Les Sims 2.

## Histoire
Les Sims faisant une balade entre amis sur un bateau ont fait naufrage. Ils se retrouvent sur une île déserte (semble-t-il) avec quelques instruments qui leur seront utiles dans leur aventure. Ils vont devoir (sur)vivre sur l'île. Leur objectif ultime étant de revenir à la Maison.
Au fil du jeu, vous allez découvrir de nouveaux plans, de nouveaux objectifs...
Créez votre personnage, assistez au naufrage et au réveil de votre Sim, seul sur une île inconnue. Pour survivre il vous faudra trouver des outils (machette, hache...), des ressources comme du bois, du bambou et des rochers, ainsi que de la nourriture. Vous pouvez pêcher, à la ligne ou au harpon, et cueillir des fruits à même les arbres. De nombreuses variétés s'offrent à vous. (Banane, noix de coco, grain de café, mangue...). Vous aurez vite fait de créer un petit repaire à votre Sim sur la plage, au coin d'un feu. Cependant, il faudra rester vigilant et ne pas baisser la garde car les animaux sauvages rodent sur l'île et même si les singes peuvent s'apprivoiser avec des bananes, gare aux panthères !! Pour vous aider à subsister, vous pourrez également travailler dans la jungle et pour cela, trois carrières s'offrent à vous : La fabrication, la chasse ou la récolte. Vous rencontrerez probablement de gentils autochtones... Gentils... ou pas.

## Promotion
Clémence Castel, vainqueure de l'émission de « survie » Koh-Lanta en 2005, a été choisie pour promouvoir la version française du jeu,.